# Pallavolo Padova 2015-2016
Questa voce raccoglie le informazioni riguardanti la Pallavolo Padova nelle competizioni ufficiali della stagione 2015-2016.

## Stagione
La stagione 2015-16 è per la Pallavolo Padova, sponsorizzata dalla Tonazzo, la tredicesima, la seconda consecutiva, in Serie A1. Viene confermato l'allenatore Valerio Baldovin e buona parte della rosa come Santiago Orduna, Gonzalo Quiroga, Stefano Giannotti, Marco Volpato e Fabio Balaso; tra i nuovi acquisti quelli di Taylor Averill, Alexander Berger e Brian Cook, mentre tra le cessioni quelle di Andrea Mattei, Mattia Rosso e Antwain Aguillard.
Il campionato si apre con due sconfitte consecutive: la prima vittoria arriva alla terza giornata in trasferta, contro la Pallavolo Piacenza; dopo altro quattro stop di fila, la squadra di Padova ritrova il successo, il primo casalingo, durante l'ottava giornata contro il Gruppo Sportivo Porto Robur Costa: nelle ultime tre giornate del girone di andata ottiene un solo altro successo sulla Powervolley Milano, chiudendo al decimo posto, non qualificandosi per la Coppa Italia. Anche il girone di ritorno inizia con due successi, poi dopo una serie di risultati altalenanti il club veneto nelle ultime cinque giornate quattro vittorie, di cui tre consecutive, chiudendo al settimo posto in classifica e accedendo ai play-off scudetto. Nei quarti di finale incontro il Modena Volley: dopo aver perso gara 1, riesce a vincere gara 2, ma cede nelle due successive, venendo eliminata dalla corsa al titolo di campione d'Italia. Accede quindi ai play-off per il quinto posto, la cui vittoria potrebbe garantire la qualificazione alla Challenge Cup 2016-17: la Pallavolo Padova viene tuttavia sconfitta in due gare nei quarti di finale dalla Pallavolo Piacenza.

## Organigramma societario
Area direttiva
- Presidente: Fabio Cremonese
- Vicepresidente: Igino Negro
- Segreteria generale: Stefania Bottaro
- Segreteria esecutiva: Samuela Schiavon
- Amministrazione: Marzia Paladin

Area organizzativa
- Team manager: Sandro Camporese
- Direttore sportivo: Stefano Santuz
- Addetto agli arbitri: Mario Rengruber
- Responsabile palasport: Stefano Santuz, Alessandro La Torre

Area tecnica
- Allenatore: Valerio Baldovin
- Allenatore in seconda: Nicola Baldon
- Scout man: Riccardo Berto, Alberto Salmaso
- Responsabile tecnico settore giovanile: Valerio Baldovin
- Coordinatore settore giovanile: Monica Mezzalira

Area comunicazione
- Ufficio stampa: Alberto Sanavia
- Speaker: Andrea Zappalà
- Fotografo: Alessandra Lazzarotto

Area marketing
- Ufficio marketing: Marco Gianesello, Lucrezia Maso

Area sanitaria
- Staff medico: Paola Pavan, Davide Tietto
- Fisioterapista: Luca Danuso
- Osteopata: Luca Cibin

## Rosa
| N° | Nome              | Ruolo | Data di nascita   | Nazionalità sportiva |
| -- | ----------------- | ----- | ----------------- | -------------------- |
| 1  | Brian Cook        | S     | 1º giugno 1992    | Stati Uniti          |
| 2  | Nicolò Bassanello | L     | 3 luglio 1996     | Italia               |
| 3  | Giacomo Leoni     | P     | 9 ottobre 1995    | Italia               |
| 5  | Santiago Orduna   | P     | 31 agosto 1983    | Italia               |
| 6  | Stefano Giannotti | S/O   | 14 maggio 1989    | Italia               |
| 7  | Fabio Balaso      | L     | 20 ottobre 1995   | Italia               |
| 9  | Gonzalo Quiroga   | S     | 25 febbraio 1993  | Argentina            |
| 10 | Marco Volpato     | C     | 5 maggio 1990     | Italia               |
| 11 | Taylor Averill    | C     | 5 marzo 1992      | Stati Uniti          |
| 12 | Alexander Berger  | S     | 27 settembre 1988 | Austria              |
| 13 | Sebastiano Milan  | S/O   | 6 aprile 1995     | Italia               |
| 14 | Enrico Diamantini | C     | 4 aprile 1993     | Italia               |
| 17 | Enrico Lazzaretto | S     | 11 marzo 1995     | Italia               |

## Mercato
| Acquisti | Acquisti          | Acquisti      | Acquisti   |
| R.       | Nome              | da            | Modalità   |
| -------- | ----------------- | ------------- | ---------- |
| C        | Taylor Averill    | Hawaii        | definitivo |
| L        | Nicolò Bassanello | giovanili     | definitivo |
| S        | Alexander Berger  | Nantes        | definitivo |
| S        | Brian Cook        | Panathīnaïkos | definitivo |
| C        | Enrico Diamantini | Potentino     | definitivo |
| S        | Enrico Lazzaretto | Motta         | definitivo |
| P        | Giacomo Leoni     | Tuscania      | definitivo |

| Cessioni | Cessioni          | Cessioni           | Cessioni   |
| R.       | Nome              | a                  | Modalità   |
| -------- | ----------------- | ------------------ | ---------- |
| C        | Antwain Aguillard | Banatul Caransebeș | definitivo |
| P        | Luca Beccaro      | Marconi            | definitivo |
| S/O      | Stefano Gozzo     | Valsugana          | definitivo |
| C        | Andrea Mattei     | Top Volley Latina  | definitivo |
| S        | Mattia Rosso      | Argos              | definitivo |
| S        | Marco Vianello    | ?                  | definitivo |

## Risultati

### Serie A1

#### Girone di andata
| 1ª giornata - 25 ottobre 2015 PalaSanLazzaro, Padova        | Padova             | 0 - 3 | Top Volley Latina  | 14-25, 18-25, 22-25        |
| 2ª giornata - 1º novembre 2015 PalaTrento, Trento           | Trentino           | 3 - 1 | Padova             | 25-15, 25-22, 23-25, 25-23 |
| 3ª giornata - 8 novembre 2015 PalaBanca, Piacenza           | Piacenza           | 1 - 3 | Padova             | 25-17, 23-25, 15-25, 23-25 |
| 4ª giornata - 11 novembre 2015 PalaSanLazzaro, Padova       | Padova             | 1 - 3 | Lube               | 22-25, 25-16, 10-25, 23-25 |
| 5ª giornata - 15 novembre 2015 PalaPoli, Molfetta           | Molfetta           | 3 - 0 | Padova             | 25-16, 26-24, 25-22        |
| 6ª giornata - 22 novembre 2015 PalaSanLazzaro, Padova       | Padova             | 1 - 3 | Sir Safety Perugia | 27-25, 22-25, 19-25, 18-25 |
| 7ª giornata - 26 novembre 2015 PalaOlimpia, Verona          | BluVolley Verona   | 3 - 0 | Padova             | 25-23, 25-18, 26-24        |
| 8ª giornata - 29 novembre 2015 PalaSanLazzaro, Padova       | Padova             | 3 - 0 | Porto Robur Costa  | 30-28, 25-20, 28-26        |
| 9ª giornata - 6 dicembre 2015 Palazzetto dello Sport, Monza | Milano             | 3 - 0 | Padova             | 28-26, 25-22, 25-21        |
| 10ª giornata - 9 dicembre 2015 PalaBorsani, Castellanza     | Powervolley Milano | 1 - 3 | Padova             | 38-36, 21-25, 27-29, 23-25 |
| 11ª giornata - 13 dicembre 2015 PalaSanLazzaro, Padova      | Padova             | 0 - 3 | Modena             | 20-25, 18-25, 23-25        |

#### Girone di ritorno
| 12ª giornata - 20 dicembre 2016 PalaBianchini, Latina    | Top Volley Latina  | 3 - 2 | Padova             | 25-21, 25-20, 22-25, 22-25, 15-12 |
| 13ª giornata - 17 gennaio 2016 PalaSanLazzaro, Padova    | Padova             | 2 - 3 | Trentino           | 30-28, 24-26, 25-22, 19-25, 9-15  |
| 14ª giornata - 25 gennaio 2016 PalaSanLazzaro, Padova    | Padova             | 3 - 0 | Piacenza           | 25-18, 25-19, 25-18               |
| 15ª giornata - 31 gennaio 2016 PalaCivitanova, Treia     | Lube               | 3 - 2 | Padova             | 20-25, 25-22, 25-14, 20-25, 17-15 |
| 16ª giornata - 3 febbraio 2016 PalaSanLazzaro, Padova    | Padova             | 3 - 2 | Molfetta           | 25-23, 23-25, 25-22, 20-25, 15-13 |
| 17ª giornata - 10 febbraio 2016 PalaEvangelisti, Perugia | Sir Safety Perugia | 3 - 0 | Padova             | 25-22, 25-20, 25-21               |
| 18ª giornata - 14 febbraio 2016 PalaSanLazzaro, Padova   | Padova             | 3 - 1 | BluVolley Verona   | 19-25, 25-13, 25-20, 25-20        |
| 19ª giornata - 21 febbraio 2016 PalaGalassi, Forlì       | Porto Robur Costa  | 2 - 3 | Padova             | 24-26, 23-25, 27-25, 27-25, 13-15 |
| 20ª giornata - 24 febbraio 2016 PalaSanLazzaro, Padova   | Padova             | 3 - 0 | Milano             | 25-23, 25-21, 25-13               |
| 21ª giornata - 1º marzo 2016 PalaSanLazzaro, Padova      | Padova             | 1 - 3 | Powervolley Milano | 22-25, 15-25, 25-23, 21-25        |
| 22ª giornata - 6 marzo 2016 PalaPanini, Modena           | Modena             | 1 - 3 | Padova             | 25-17, 21-25, 19-25, 11-25        |

#### Play-off scudetto
| Quarti di finale (gara 1) - 10 marzo 2016 PalaPanini, Modena     | Modena | 3 - 0 | Padova | 25-20, 34-32, 25-20               |
| Quarti di finale (gara 2) - 13 marzo 2016 PalaSanLazzaro, Padova | Padova | 3 - 1 | Modena | 19-25, 25-22, 25-21, 26-24        |
| Quarti di finale (gara 3) - 20 marzo 2016 PalaPanini, Modena     | Modena | 3 - 1 | Padova | 25-18, 22-25, 25-15, 25-20        |
| Quarti di finale (gara 4) - 27 marzo 2016 PalaSanLazzaro, Padova | Padova | 2 - 3 | Modena | 25-21, 23-25, 25-20, 23-25, 12-15 |

#### Play-off 5º posto
| Quarti di finale (gara 1) - 10 aprile 2016 PalaSanLazzaro, Padova | Padova   | 1 - 3 | Piacenza | 27-25, 18-25, 19-25, 23-25 |
| Quarti di finale (gara 2) - 13 aprile 2016 PalaBanca, Piacenza    | Piacenza | 3 - 0 | Padova   | 25-15, 25-20, 25-21        |

## Statistiche

### Statistiche di squadra
| Competizione | Punti | In casa | In casa | In casa | In trasferta | In trasferta | In trasferta | Totale | Totale | Totale |
| Competizione | Punti | G       | V       | P       | G            | V            | P            | G      | V      | P      |
| ------------ | ----- | ------- | ------- | ------- | ------------ | ------------ | ------------ | ------ | ------ | ------ |
| Serie A1     | 28    | 14      | 6       | 8       | 14           | 4            | 10           | 28     | 10     | 18     |
| Totale       | -     | 14      | 6       | 8       | 14           | 4            | 10           | 28     | 10     | 18     |

G = partite giocate; V = partite vinte; P = partite perse

### Statistiche dei giocatori
| Giocatore     | Serie A1 | Serie A1 | Serie A1 | Serie A1 | Serie A1 | Totale | Totale | Totale | Totale | Totale |
| Giocatore     | P        | PT       | AV       | MV       | BV       | P      | PT     | AV     | MV     | BV     |
| ------------- | -------- | -------- | -------- | -------- | -------- | ------ | ------ | ------ | ------ | ------ |
| T. Averill    | 26       | 215      | 157      | 42       | 16       | 26     | 215    | 157    | 42     | 16     |
| F. Balaso     | 28       | 1        | 1        | -        | -        | 28     | 1      | 1      | -      | -      |
| N. Bassanello | 13       | -        | -        | -        | -        | 13     | -      | -      | -      | -      |
| A. Berger     | 27       | 274      | 230      | 27       | 17       | 27     | 274    | 230    | 27     | 17     |
| B. Cook       | 24       | 257      | 211      | 27       | 19       | 24     | 257    | 211    | 27     | 19     |
| E. Diamantini | 26       | 82       | 51       | 25       | 6        | 26     | 82     | 51     | 25     | 6      |
| S. Giannotti  | 28       | 411      | 356      | 32       | 23       | 28     | 411    | 356    | 32     | 23     |
| E. Lazzaretto | 3        | 0        | 0        | 0        | 0        | 3      | 0      | 0      | 0      | 0      |
| G. Leoni      | 16       | 1        | 0        | 0        | 1        | 16     | 1      | 0      | 0      | 1      |
| S. Milan      | 20       | 61       | 52       | 6        | 3        | 20     | 61     | 52     | 6      | 3      |
| S. Orduna     | 28       | 63       | 29       | 22       | 12       | 28     | 63     | 29     | 22     | 12     |
| G. Quiroga    | 28       | 161      | 129      | 9        | 23       | 28     | 161    | 129    | 9      | 23     |
| M. Volpato    | 25       | 153      | 108      | 35       | 10       | 25     | 153    | 108    | 35     | 10     |

P = presenze; PT = punti totali; AV = attacchi vincenti; MV = muri vincenti; BV = battute vincenti